# Xylocopa negligenda
Xylocopa negligenda là một loài Hymenoptera trong họ Apidae. Loài này được Maa mô tả khoa học năm 1939.